# اثبات‌ها و ابطال‌ها
اثبات‌ها و ابطال‌ها: منطق کشف ریاضی (به انگلیسی: Proofs and Refutations: The Logic of Mathematical Discovery) یا برهان‌ها و ردیه‌ها کتابی است اثر فیلسوف ایمره لاکاتوش که دیدگاه خود را در مورد پیشرفت ریاضیات توضیح می‌دهد. این کتاب که در سال ۱۹۷۶ چاپ شد، به‌عنوان مجموعه‌ای از گفتگوهای سقراطی نوشته شده‌است، که شامل گروهی از دانش‌آموزان است که در مورد اثبات مشخصه اویلر تعریف‌شده برای چندوجهی بحث می‌کنند. یک موضوع اصلی آن، این است که تعاریف بر روی سنگ حک نمی‌شوند، اما باید در پرتو بینش‌های بعدی، به ویژه اثبات‌های ناموفق، اصلاح شوند. این به ریاضیات طعمی تجربی می‌دهد. در پایان مقدمه، لاکاتوش توضیح می‌دهد که هدف او به چالش کشیدن فرمالیسم در ریاضیات و نشان دادن این است که ریاضیات غیررسمی با منطق «اثبات و ابطال» رشد می‌کند.

## زمینه
کتاب اثبات‌ها و ابطال‌ها در سال ۱۹۷۶ بر اساس سه فصل اول پایان‌نامه دکترای چهار فصلی لاکاتوش در سال ۱۹۶۱ «مقالاتی در منطق کشف ریاضی» است. اما فصل اول آن بازبینی خود لاکاتوش در فصل ۱ آن است که برای اولین بار در ۱۹۶۳ با عنوان اثبات و ابطال در چهار قسمت، در مجله بریتانیایی فلسفه علم منتشر شد.

## خلاصه
بسیاری از ایده‌های منطقی مهم در کتاب توضیح داده شده‌است. برای مثال، تفاوت بین یک مثال نقض به یک لم (به اصطلاح «مثل متقابل محلی») و یک مثال متقابل برای حدس خاص مورد حمله (یک «مقابل مثال جهانی» برای مشخصه اویلر، در این مورد) مورد بحث قرار می‌گیرد.
لاکاتوش برای نوع دیگری از کتاب درسی بحث می‌کند، که از سبک اکتشافی استفاده می‌کند. او به منتقدانی که می‌گویند چنین کتاب درسی طولانی است، پاسخ می‌دهد: «پاسخ به این بحث این است: بیایید تلاش کنیم».
کتاب شامل دو ضمیمه است. در اول، لاکاتوش نمونه‌هایی از فرایند اکتشافی در کشف ریاضی را ارائه می‌دهد. در مورد دوم، او رویکردهای قیاسی و اکتشافی را در تضاد قرار می‌دهد و تجزیه و تحلیل اکتشافی برخی از مفاهیم «اثبات تولیدشده»، از جمله هم‌گرایی یکنواخت، تنوع محدود، و اندازه‌گیری بیرونی از یک مجموعه قابل اندازه‌گیری را ارائه می‌دهد.

## روش
اگرچه این کتاب به‌عنوان یک روایت نوشته شده‌است، اما هدف آن توسعه یک روش واقعی تحقیق بر اساس «اثبات‌ها و ابطال‌ها»ست. در پیوست I، لاکاتوش این روش را با فهرست مراحل زیر خلاصه می‌کند:
1. حدس اولیه
2. اثبات (یک آزمایش فکری یا استدلال تند که حدس اولیه را به حدس‌های فرعی تجزیه می‌کند).
3. نمونه‌های متقابل «جهانی» (مثال‌های متقابل حدس اولیه) پدیدار می‌شوند.
4. اثبات مجدد بررسی‌شده: «لم گناهکار» که مثال جهانی برای آن یک نمونه متقابل «محلی» است مشاهده می‌شود. این لم گناهکار ممکن است قبلاً «مخفی» باقی مانده باشد یا ممکن است اشتباه شناسایی شده باشد. در حال حاضر آن را صریح، و در حدس اولیه به‌عنوان یک شرط گنجانده شده‌است. قضیه - حدس بهبودیافته - با مفهوم جدید اثبات‌شده به‌عنوان مهم‌ترین ویژگی جدید آن، جای حدس اولیه را می‌گیرد.

او ادامه می‌دهد و مراحل دیگری را بیان می‌کند که ممکن است گاهی اتفاق بیفتد:
1. اثبات قضایای دیگر بررسی می‌شود تا ببینیم آیا لم تازه یافته‌شده یا مفهوم اثبات‌شده جدید در آن‌ها رخ می‌دهد: این مفهوم ممکن است در تقاطع‌هایی از برهان‌های مختلف وجود داشته باشد و بنابراین از اهمیت اساسی برخوردار شود.
2. عواقب پذیرفته‌شده حدس اولیه و اکنون رد شده بررسی می‌شود.
3. نمونه‌های متقابل به نمونه‌های جدیدی تبدیل می‌شوند؛ زمینه‌های جدید تحقیق باز می‌شوند.

## تأثیر بر تدریس
تعدادی از معلمان ریاضی روش اثبات و رد ابطال لاکاتوش را در کلاس درس، هنگام تدریس سایر مباحث ریاضی، اجرا کرده‌اند. این روش برای تجزیه و تحلیل و ارائه حل مسئله در مکانیک توسط دانش‌آموزان دبیرستانی به سطح کالج استفاده شده‌است.
انجمن ریاضی آمریکا این کتاب را در فهرستی از کتاب‌هایی قرار داده‌است که آن‌ها را «ضروری برای کتابخانه‌های ریاضی در مقطع کارشناسی» می‌دانند.